# Projectietoetsenbord

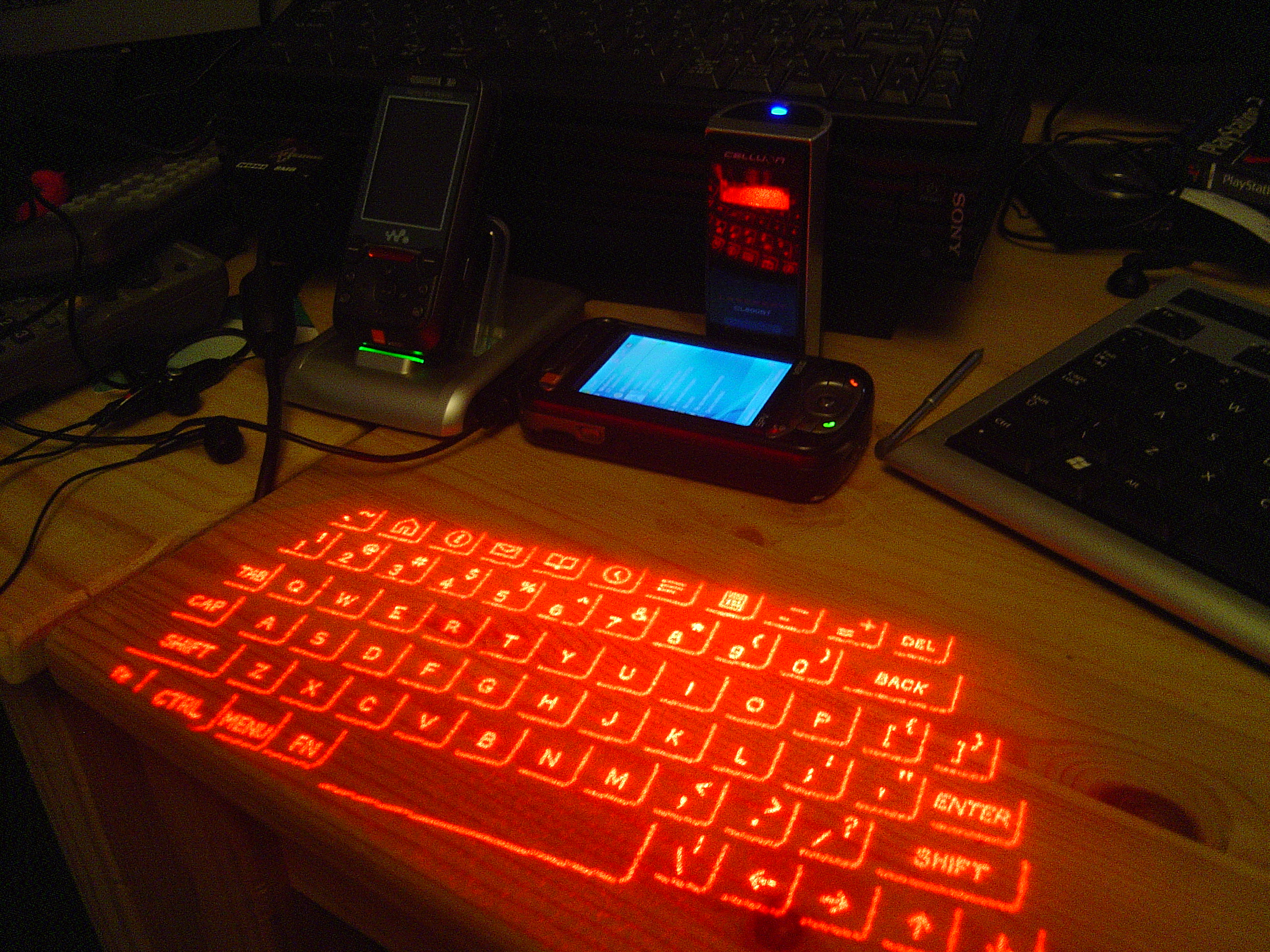
Projectietoetsenbord

Een projectietoetsenbord is een draagbaar apparaat dat gebruikt kan worden als alternatieve invoermethode voor andere draagbare apparaten. Het apparaat is in staat om een toetsenbord te projecteren op een vlakke ondergrond waar men vervolgens virtueel op kan typen. In de wereld van vandaag en morgen, waar alles steeds kleiner en kleiner te worden: mobiele telefoons, mp3-spelers, draagbare dvd-spelers alsook laptops en Personal Digital Assistants (pda's), is het vinden van een geschikte interface voor het invoeren van data en gegevens een zeer moeilijke zaak. Enkele alternatieven zijn Touchpads of Spraakherkenning. 

## Technologie
Qua concept is de technologie die gebruikt wordt om het toetsenbord te laten werken zeer eenvoudig. Er wordt gebruikgemaakt van 3 modules. Deze drie modules zorgen voor de projectie, het detecteren van toetsaanslagen en een module die gebruikt wordt om de locatie van de vingers te kunnen bepalen.

### Projectiemodule
In de projectiemodule wordt er gebruikgemaakt van een lichtbron en een speciale optische techniek Diffractive Optical Elements (DOE's) om het toetsenbord op een vlakke ondergrond te projecteren. Deze module heeft enkel te maken met de interface voor de gebruiker en staat volledig los van de detectie- en sensormodules. Dit deel van het toestel kan dan ook gewijzigd worden naar willekeurige interfaces (bij vaste posities kunnen we hier bijvoorbeeld toetsen schetsen) hierdoor kunnen deze toestellen nog compacter en efficiënter gemaakt worden.

### Verlichtingsmodule
In de verlichtingsmodule wordt er een IR-laserdiode geplaatst die een onzichtbaar veld projecteert. Deze projectie bevindt zich enkele millimeters boven het geprojecteerde veld van de projectiemodule. Als dit IR-veld onderbroken wordt door bijvoorbeeld een object (vinger) dan zal er bij de onderbreking uv-straling weerkaatst worden.

### Sensormodule
Het weerkaatste uv-licht wordt opgevangen door de sensorchip. Eveneens zal er door middel van een CMOS-camera een afbeelding genomen worden die dan door de software geanaliseerd kan worden. Bij de uv-sensor wordt er gebruikgemaakt van de techniek EPT. Deze techniek is in staat om 3D-beelden te genereren vanuit de meting. Hierdoor kan de positie van de vinger bepaald worden door het omzetten naar x- en y-coördinaten.

## Interface
Deze moderne gadgets worden tegenwoordig standaard uitgerust met de populaire bluetoothtechnologie.